# Siem de Jong
Siem de Jong, född den 28 januari 1989 i Aigle, Schweiz, är en nederländsk före detta fotbollsspelare. Han har en yngre bror, Luuk de Jong, som även han är professionell fotbollsspelare.

## Karriär
Den 28 augusti 2017 återvände de Jong till Ajax. Den 23 augusti 2018 lånades han ut till australiska Sydney FC på ett låneavtal över säsongen 2018/2019. Den 20 februari 2020 värvades de Jong av amerikanska FC Cincinnati.
Den 4 december 2020 återvände de Jong till Nederländerna för spel i Heerenveen. Den 16 juni 2022 blev de Jong klar för en återkomst i ungdomsklubben De Graafschap, där han skrev på ett ettårskontrakt med option på ytterligare ett år. Den 18 maj 2023 meddelade de Jong att han skulle avsluta sin fotbollskarriär vid slutet av säsongen 2022/2023.